# Boeing XB-55
El Boeing XB-55 (designación de la compañía Model 474) fue un avión propuesto por Boeing diseñado para ser un bombardero estratégico. El XB-55 estaba destinado a ser un sustituto para el Boeing B-47 Stratojet en servicio con la Fuerza Aérea de los Estados Unidos (USAF).

## Diseño y desarrollo
El concepto del XB-55 estaba contenido en una Solicitud de Propuestas (RFP) emitida por la Fuerza Aérea de los Estados Unidos en octubre de 1947, dos meses antes del primer vuelo del prototipo del XB-47. Varios fabricantes de los Estados Unidos respondieron a la RFP. Boeing fue seleccionado de entre este grupo y se le concedió un contrato el 1 de julio de 1948 para presentar más estudios de ingeniería. La aproximación inicial de Boeing era para montar cuatro motores turbohélice en un fuselaje similar al de su B-47: el ala tendría menos flecha; los motores Allison T40-A-2 propulsarían hélices contrarrotativas de tres palas, o sea, seis palas por motor; los motores iban a ser montados en góndolas suspendidas bajo las alas, dos por lado; el tren de aterrizaje iba a ser similar al tren en tándem del B-47 con balancines que se retraían en las góndolas de motor exteriores. El XB-55 tenía una velocidad máxima proyectada de 700 km/h, con un peso máximo de 69 000 kg, una envergadura de 41 m, y una longitud de 36,2 m.
Hubo un desacuerdo importante entre el fabricante del motor y el de las hélices acerca de si la transmisión del Allison T40-A-2 era lo suficientemente robusta como para absorber las fuerzas causadas por las altas revoluciones por minuto de las hélices. Allison predecía que tardaría al menos cuatro años en entregar una planta motriz adecuada. En octubre de 1948, una conferencia en Dayton (Ohio) estaba abordando los problemas del XB-55, cuando se propuso durante un almuerzo que el B-52 (Boeing Model 464), que hasta ese momento había sido planeado con motores turbohélice, podía ser equipado con los venideros motores turborreactores Pratt & Whitney J57. En una semana, quedó claro que el XB-52 no sólo superaría al XB-55, sino que estaría volando como mínimo un año antes del año en que el XB-55 se esperaba que tuviera motores fiables. También contribuyeron a la decisión de abandonar el programa del XB-55 las restricciones de financiación del gobierno y la creciente comprensión de que el B-47 estaba teniendo más éxito de lo inicialmente proyectado. El 29 de enero de 1949, al Mando de Material Aéreo se le ordenó cancelar el contrato del Boeing B-55.
Bajo un contrato revisado, el Proyecto 474 de Boeing fue convertido en el Proyecto 479, que incluía un estudio que usaba seis motores turborreactores J40 en lugar de los turbohélice en una planta alar similar, pero con una sección de raíz alar más gruesa. Los trabajos de ingeniería en detalle y la construcción de una maqueta fueron cancelados, aunque Boeing fue contratada para continuar estudios de concepto e investigaciones de túnel de viento. Estos estudios se probaron valiosos en el desarrollo del Boeing B-52 Stratofortress, que voló por primera vez el 15 de abril de 1952.
El proyecto del XB-55 no resultó en la construcción de ningún prototipo.

## Especificaciones
Referencia datos: Air Force Museum Fact Sheet

### Características generales
- Tripulación: Diez
- Longitud: 36,2 m (118,9 ft)
- Envergadura: 41,2 m (135 ft)
- Altura: 10,3 m (33,7 ft)
- Peso cargado: 69 399,7 kg (152 956,9 lb)
- Peso máximo al despegue: 76 203,6 kg (167 952,7 lb)
- Planta motriz: 4× motor turbohélice acoplado Allison T40A-2.
  - Potencia: 4176 kW (5757 HP; 5679 CV) cada uno.

### Rendimiento
- Velocidad máxima operativa (Vno): 789 km/h (490 MPH; 426 kt)
- Velocidad crucero (Vc): 724,1 km/h (450 MPH; 391 kt)
- Alcance: 7001 km (3780 nmi; 4350 mi)
- Techo de vuelo: 12 802 m (42 000 ft)

### Armamento
- Cañones: 

  - 10 de 20 mm
- Bombas: 10900 kg

## Aeronaves relacionadas

### Desarrollos relacionados
- B-47 Stratojet

### Aeronaves similares
- B-52 Stratofortress
- Myasishchev M-4

### Secuencias de designación
- Secuencia Numérica (interna de Boeing): ← 451 - 464 - 466 - 474 - 479 - 701 - 818 - 953 →
- Secuencia B-_ (Bombarderos del USAAC/USAAF/USAF, 1926-1962): ← B-52 - B-53 - B-54 - B-55 - B-56 - B-57 - B-58 →